# Los profesionales (programa de televisión)
Los profesionales fue un programa de televisión chileno emitido por La Red durante 2012 y 2013, durante los días que se desarrolló el Festival de Viña del Mar, desde la terraza de un café ubicado en una playa de esa ciudad.
Durante 2012 sus conductores fueron Jennifer Warner y Gonzalo Feito. Su conductor en 2013 fue Víctor Gutiérrez, quien estuvo acompañado por Felipe Avello, que debutó como figura de La Red en 2013, Vasco Moulian y la modelo española Wilma González.

## Equipo

### Conducción
- Víctor Gutiérrez, periodista

### Panelistas
- Wilma Gonzalez, modelo
- Vasco Moulian,  actor
- Felipe Avello, periodista
- Andrés Celis, concejal Viña del Mar

- María Luisa Mayol (2012)
- Alejandra Valle (2012)